# Chirotica transversator
Chirotica transversator är en stekelart som beskrevs av Aubert 1982. Chirotica transversator ingår i släktet Chirotica och familjen brokparasitsteklar. Inga underarter finns listade i Catalogue of Life.